# William and Eugene Cranz Farm
Ne doit pas être confondu avec Edward Cranz Farm.
Le William and Eugene Cranz Farm est une ferme américaine du comté de Summit, dans l'Ohio. Inscrite au Registre national des lieux historiques depuis le 12 mars 1993, elle est protégée au sein du parc national de Cuyahoga Valley depuis la création de ce dernier en 2000.